# 紀咋麻呂
紀 咋麻呂（き の くいまろ）は、平安時代初期の貴族。官位は正四位下・兵部大輔。

## 経歴
延暦18年（799年）従五位下に叙爵。延暦23年（804年）桓武天皇の和泉国への行幸のとき御後副長官を勤める。延暦25年（806年）の桓武天皇崩御の際には御装束司を勤めた。
平城朝では、中務少輔・散位頭を歴任する。のち、大同5年（810年）従五位上、弘仁5年（814年）三階の昇叙により従四位下と嵯峨朝の前半で順調に昇進、この間肥後守・刑部大輔・左京大夫・兵部大輔を歴任した。
弘仁14年（823年）淳和天皇の即位に伴い従四位上に、天長6年（829年）正四位下に叙せられた。天長10年（833年）正月19日卒去。享年79。最終官位は出雲守正四位下。

## 人物
才覚はなかったが、光仁天皇の外戚であったことから四位の位階に至り、天寿を全うした。

## 官歴
『日本後紀』による。
- 時期不詳：正六位上
- 延暦18年（799年） 5月10日：従五位下
- 延暦23年（804年） 8月26日：御後副長官（桓武天皇和泉国行幸）
- 延暦25年（806年） 3月18日：御装束司（桓武天皇崩御）
- 大同3年（808年） 4月8日：中務少輔。6月1日：散位頭
- 大同5年（810年） 正月7日：従五位上
- 弘仁3年（812年） 9月27日：肥後守
- 弘仁4年（813年） 2月21日：刑部大輔
- 弘仁5年（814年） 正月7日：従四位下（越階）。7月26日：左京大夫
- 弘仁6年（815年） 正月14日：兵部大輔
- 弘仁14年（823年） 4月27日：従四位上（淳和天皇即位）
- 天長6年（829年） 正月7日：正四位下
- 時期不詳：出雲守
- 天長10年（833年） 正月19日：卒去（出雲守正四位下）